# Operation Rainfall
A Operation Rainfall, atualmente conhecida como oprainfall, foi uma campanha de fãs de jogos eletrônicos fundada a fim de promover o lançamento de títulos exclusivos do Japão. Ela inicialmente tinha o objetivo de promover a localização norte-americana de três jogos exclusivos do Japão lançados no final do ciclo de vida do Wii, depois fez a transição para um blog comunitário dedicado a notícias de jogos japoneses de nicho e divulgação de outras campanhas pela localização de outros títulos. Sua intenção desde o começo era demonstrar para a publicadora Nintendo a demanda existente pelos jogos.
A campanha foi concebida em junho de 2011 a fim de fazer pressão na Nintendo pelo lançamento oficial na América do Norte de Xenoblade Chronicles, The Last Story e Pandora's Tower, três títulos exclusivos do Wii. A campanha e seu alcance chegaram a serem reconhecidas pela própria Nintendo, que inicialmente anunciou que não existiam planos para a localização dos jogos pedidos, porém os três acabaram sendo lançados em outros territórios nos anos seguintes. A recepção da campanha foi em sua maior parte positiva, sendo considerada um sucesso quando comparada com outras campanhas de objetivos similares.

## História

### Origens
A Operation Rainfall se focou em três RPGs eletrônicos lançados durante os últimos anos de vida útil do console de mesa Wii da Nintendo: Xenoblade Chronicles, The Last Story e Pandora's Tower. Xenoblade Chronicles foi desenvolvido pela Monolith Soft e era parte da metassérie Xeno, tendo inicialmente sido anunciado sob seu título original Monado: Beginning of the World durante a Electronic Entertainment Expo de 2009. Seu nome foi depois alterado com o objetivo de homenagear os trabalhos anteriores de Tetsuya Takahashi, diretor executivo e co-roteirista do jogo. The Last Story foi desenvolvido pela Mistwalker, com seu diretor Hironobu Sakaguchi querendo que o jogo fosse contrário à típicos elementos do gênero, baseado em opiniões sobre seus dois títulos anteriores: Blue Dragon e Lost Odyssey. Pandora's Tower foi desenvolvido pela Ganbarion, que anteriormente tinha trabalhado apenas em títulos licenciados. A empresa apresentou o conceito para Nintendo depois de terem impressionado a empresa com a recepção positiva para Jump Ultimate Stars. Jornalistas e fãs tinham esperanças que esses jogos fossem lançados fora do Japão, porém a Nintendo não fez nenhum comentário sobre a questão. A única explicação para a falta de localização foi relacionada a The Last Story: a Nintendo explicou que o jogo daria muito trabalho porque já estavam ocupados com Kirby's Epic Yarn e novos títulos para o Nintendo 3DS. A Nintendo of Europe queria exibir Xenoblade Chronicles na Electronic Entertainment Expo de 2011, porém a Nintendo of America barrou sem explicação. Em resposta a isso e ao contínuo silêncio sobre The Last Story e Pandora's Tower, a Operation Rainfall nasceu.

### Desenvolvimentos
A Operation Rainfall passou a existir em um esforço para persuadir a Nintendo a trazer esses jogos para a América do Norte. Xenoblade Chronicles e The Last Story foram escolhidos devido ao renome daqueles envolvidos em suas produções, enquanto Pandora's Tower foi selecionado por causa de suas mecânicas de jogabilidade únicas e pelo fato de também ter sido publicado pela Nintendo para o Wii. A equipe também escolheu esses títulos porque já estavam confirmados para serem lançados em inglês na Europa e tinham sido bem recebidos pela crítica no Japão, dessa forma evitando defender o lançamento de um jogo mal-sucedido crítica e comercialmente como Earth Seeker. O título da campanha (em português: "Operação Chuva") veio da vontade do grupo de inundar a Nintendo of America com pedidos. A Operation Rainfall começou em junho de 2011 nos comentários do quadro de mensagens do site de notícias IGN, recebendo o apoio da comunidade de jogos eletrônicos. A campanha espalhou para cartas e emails para Reggie Fils-Aimé, presidente da Nintendo of America, além de campanhas no Facebook e Twitter. Meios físicos e digitais foram escolhidos para que fossem mais óbvios e mais difíceis de serem deletados, como poderia ser em uma campanha puramente digital. Para esse fim, cartas e objetos inspirados pelos títulos foram enviados para a Nintendo of America.
A campanha se deu um prazo de dezoito meses, com a conclusão das operações coincidindo com o lançamento do novo console Wii U da Nintendo em novembro de 2012. A primeira fase focou-se em Xenoblade Chronicles, com parte de sua campanha resultando em um grande número de pré-vendas sendo feitas na Amazon.com sob seu título original: o jogo alcançou a primeira posição na lista de pré-vendas do site, superando The Legend of Zelda: Ocarina of Time 3D e um pacote de um PlayStation 3 com Call of Duty: Black Ops. A segunda fase coincidiu com o lançamento europeu de Xenoblade Chronicles, com o objetivo sendo que os fãs comprassem consoles Wii na data de estreia em 19 de agosto de 2011, além de enviarem mais cartas para a Nintendo of America. Depois que o jogo foi anunciado para um lançamento norte-americano, a Operation Rainfall transferiu seu foco para The Last Story, empregando táticas semelhantes as que havia feito com Xenoblade Chronicles. Para Pandora's Tower, a campanha se expandiu a fim de apelar para publicadoras de jogos japoneses de nicho, incluindo a Atlus USA, Xseed Games, Aksys Games e Nippon Ichi Software. A Operation Rainfall pediu doações para ajudar a financiar a campanha, em troca oferecendo um papel de parede especial, e no caso de contribuições maiores um caixa especial para os três títulos.
Xenoblade Chronicles acabou sendo publicado na América do Norte pela própria Nintendo, enquanto The Last Story foi lançado pela Xseed Games. Com o anúncio da da publicação de The Last Story, a comunidade de fãs estreou seu próprio site. Chamado de "Oprainfall", ele continuou a cobrir os três títulos originais, além de ampliar-se para outros jogos de nicho semelhantes e petições de fãs. Pandora's Tower foi lançado na América do Norte, novamente pela Xseed Games. O site faz totalmente em 2015 uma transição de central de campanha para um blog de notícias que foca-se em títulos japoneses considerados de nicho no ocidente, além de continuar a apoiar campanhas similares.

## Recepção
A Operation Rainfall atraiu uma atenção considerável por parte da mídia quando ela apareceu e ganhou apoio popular, recebendo cobertura da Kotaku, IGN, Eurogamer, GamesRadar, Joystiq, Game Informer, Destructoid e sites os japoneses Inside Games e ITMedia. Além do apoio popular e da imprensa, a campanha também recebeu o apoio da Mistalker e de Kaori Tanaka, roteirista de Xenogears e da série Xenosaga.
Coberturas mais extensivas foram dadas por alguns sites. Jacob Lopex da VentureBeat comentou que, quando comparada com outras campanhas similares, a Operation Rainfall se destacou pela civilidade durante seus esforços. Zach Kaplan da Nintendo Life afirmou que a campanha precisava fazer seu ponto claramente, mostrando que o sucesso do anúncio do lançamento de Xenoblade Chronicles não era casualidade. Posteriormente no mesmo site, Thomas Whitehead disse que o de outra forma de nicho e pouco diferenciado Pandora's Tower ganhou um grau de misticismo e antecipação entre os fãs por causa de sua inclusão na Operation Rainfall. Ken Gagne da PC World, em um artigo postado após o anúncio do lançamento norte-americano de Pandora's Tower, comentou que a Operation Rainfall estava indo contra a tendência com seu sucesso total na defesa da publicação dos três jogos na América do Norte. Particularmente, Gagne a comparou com esforços fracassados de fãs para trazer para o ocidente os títulos da série Mother.
A Nintendo reconheceu a Operation Rainfall e seus esforços ainda em seu primeiro mês de atividade, porém afirmou que não existiam planos para lançar os três jogos na América do Norte. Vários funcionários da Nintendo começaram a pedir para o grupo parar a campanha depois de três meses. Fils-Aimé comentou em 2013 que, apesar da Operation Rainfall não ter sido um fator decisivo na decisão da empresa de lançar Xenoblade Chronicles na América do Norte, eles a levaram em consideração. A Xseed Games afirmou que a Nintendo há muito estava aberta para fazer parceria com alguma outra empresa para um lançamento norte-americano de The Last Story, dizendo que a Operation Rainfall não foi um fator. Posteriormente, a Xseed Games reconheceu que Pandora's Tower tinha fãs "vocais", porém não mencionou a Operation Rainfall por nome. A companhia também disse que os bons números de vendas de The Last Story e os esforços dos fãs os fizeram lançar o título na América do Norte.